# Spühlkrug

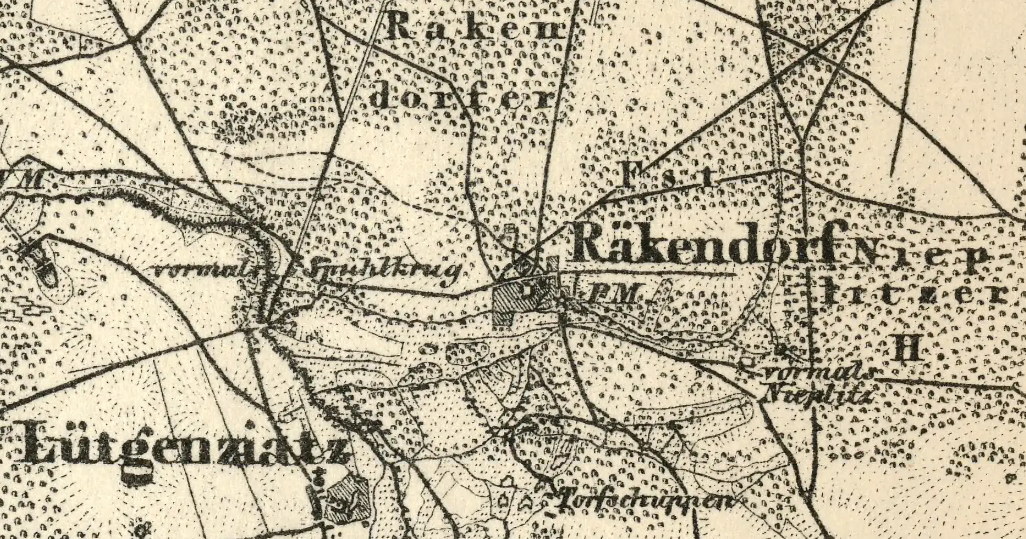

Spühlkrug ist eine wüst gefallene Siedlungsstelle im Gebiet des Landkreises Jerichower Land.

## Geographie
Spühlkrug lag etwa 1,4 km westlich von Räckendorf an der Mündung des Silberbachs in die Ihle.
An der Stelle kreuzten sich die Wege zwischen Räckendorf, Lüttgenziatz und Friedensau (früher Klappermühle), daher ist unklar, ob es sich hierbei um ein einzelnes Haus, eine Mühle, einen Gasthof oder eine Siedlung gehandelt hat.
Die Wüstung gehört zur heutigen Feldflur Theeßen. Noch heute wird die Brücke des Lüttgenziatzer Wegs über die Ihle als Spühlbrücke bezeichnet.

## Namensherkunft
| Ortsname  | Jahr der Nennung | Quelle der Nennung                                                                                |
| --------- | ---------------- | ------------------------------------------------------------------------------------------------- |
| Spuleich  | 1788             | Karte „Saxoniae Tractus Ducatum Magdebur Gensem cum suo Circulo Salico“ von Johann Baptist Homann |
| Spulkrug  | 1893             | Karte „Loburg“ des Reichsamts für Landesaufnahme                                                  |
| Spühlkrug |                  |                                                                                                   |